# Ель-Пардо
Королівський палац Ель-Пардо (ісп. Palacio Real de El Pardo) — невелика королівська резиденція в Мадриді.
Палац і його невеликий сад були оголошені об'єктами культурної спадщини в 1931 і 1934 роках відповідно. З 1983 року він є офіційною резиденцією глав іноземних держав.

## Історія
Першою спорудою на пагорбі Ель-Пардо був будинок, де на початку XV століття зупинявся під час мисливських забав король Енріке III. У XVI столітті король Карл I доручив архітектору Луїсу де Веге побудувати на цьому місці повноцінний заміський палац, який прикрасив полотнами найкращих художників, включаючи шедеври Тіціана. Усі вони були знищені вщент із палацом при пожежі 13 березня 1604 року.
Існуючий палац збудовано у XVIII столітті за проєктом Франческо Сабатіні. У XVIII столітті тут було підписано чотири важливі договори між Іспанією, Португалією та Великою Британією щодо їхніх інтересів у Південній Америці. Наприкінці XIX століття король Альфонсо XII обрав Ель-Пардо для свого проживання, тут же він і помер.

## При Франко
Ель-Пардо — приватна, найулюбленіша резиденція іспанського диктатора Франсіско Франко. Була з 50-х років до самої його смерті (до шпиталю його відвезли саме звідси) місцем проживання самого Франко, політичним центром країни та (епізодично) центром її міжнародної політики, де приймали послів та закордонних гостей.
В останнє десятиліття життя вже хворого, що під кінець страждав на хворобу Паркінсона та безліччю інших недуг, палац Ель-Пардо був зосередженням функціонерів «бункера» — реакціонерів ближнього оточення і «свити» диктатора.
За Франко територія палацу була збільшена вдвічі за рахунок зведення другого крила, що у всьому повторює обриси історичної будівлі. Ель-Пардо являв собою зручне і відповідне смакам свого господаря місце для життя і роботи. У палаці не було бібліотеки, зате був комфортний кінозал. Також тут знаходився кабінет Франко.

## Сучасність
В даний час палац Ель-Пардо використовується в Іспанії як резиденція для прийому важливих іноземних гостей. Поблизу розташовується мала королівська резиденція Сарсуела.